# Sid Caesar
Isaac Sidney Caesar, més conegut com a Sid Caesar (8 de setembre de 1922 - 12 de febrer de 2014) 1 va ser un comediant, actor, músic i escriptor nord-americà, una de les estrelles de l'edat d'or de la televisió en viu dels anys 1950. Més conegut com l'home líder de la sèrie de televisió Your Show of Shows, i per a les generacions més joves com el personatge de l'entrenador Calhoun en les pel·lícules Grease i Grease 2.